# Hovus
Hovus är en ö i Finland. Den ligger i Finska viken och i kommunen Kyrkslätt i den ekonomiska regionen  Helsingfors i landskapet Nyland, i den södra delen av landet. Ön ligger omkring 33 kilometer sydväst om Helsingfors.
Öns area är 4,3 hektar och dess största längd är 370 meter i nord-sydlig riktning. Ön höjer sig omkring 20 meter över havsytan.